# Мері Еллен Чейз
Мері Еллен Чейз (англ. Mary Ellen Chase; 1887—1973) — американська письменниця, педагог та вчена, її романи багато в чому стосуються морського узбережжя Мен і його мешканців.

## Біографія
Народилася Мері у 1887 році. Її батьки були протестантами, вона була однією з восьми дітей, які отримали біблійну та академічну освіту. У 1909 році закінчила університет штату Мен, а у 1922 році здобула ступінь доктора філософії в Міннесотському університеті. З 1922 по 1926 роки працювала там асистенткою. З 1926 року і до виходу на пенсію в 1955 році вона викладає в коледжі Сміт, Нортгемптон, штат Массачусетс.
У 1956 році отримала визнання жіночої національної книжкової асоціації, була нагороджена премією Constance Lindsay Skinner.

## Книги Мері Еллен Чейз
Чейз написала більше 30 книг, серед яких:
- His Birthday (1915)
- Studies of Thomas Hardy (1927)
- The Writing of Informal Essays (1928)
- A Goodly Heritage (1932)
- Mary Peters (1934)
- Silas Crockett (1935)
- This England (1936)
- A Goodly Fellowship (1939)
- Windswept (1941)
- The Book of Ruth: from the translation prepared at Cambridge in 1611 for King James (1947)
- Jonathan Fisher, Maine Parson 1768—1847 (1948)
- The White Gate (1954)
- The Edge of Darkness (1957)
- Donald McKay and the Clipper Ships (1959)
- The Lovely Ambition (1960)
- The Prophets for the Common Reader (1963)
- Abby Aldrich Rockefeller (1966)
- Life and Language in The Old Testament (1955)
- Recipe for a Magic Childhood (1952)